# Ninox randi
Ninox randi là một loài chim trong họ Strigidae.